# Ryohei Haga
Ryohei Haga (17 september 1988) is een Japanse langebaanschaatser. Hij is vooral goed op de sprintafstanden 500 en 1000 meter.

## Persoonlijk records
| Afstand    | Tijd    | Datum           | Baan           |
| ---------- | ------- | --------------- | -------------- |
| 500 meter  | 34,43   | 26 januari 2013 | Salt Lake City |
| 1000 meter | 1.08,43 | 2 december 2017 | Calgary        |
| 1500 meter | 1.59,31 | 15 maart 2007   | Calgary        |

## Resultaten
| Jaar | WK Sprint                | WK Afstanden       | Olympische Spelen | Wereldbeker        |
| ---- | ------------------------ | ------------------ | ----------------- | ------------------ |
| 2010 | 10e (12e, 10e, 10e, 21e) |                    | 29e 1000m         | 11e 500m 33e 1000m |
| 2011 | 15e (5e, 23e, 10e, 24e)  | 17e 500m 20e 1000m |                   | 14e 500m 37e 1000m |
| 2012 | 23e (14e, 29e, 14e, 24e) |                    |                   | 21e 500m 0p 1000m  |
| 2013 | 20e · (, 20e, 8e, 23e)   | 20e 500m           |                   | 18e 500m 51e 1000m |
| 2014 |                          |                    |                   | 17e 500m           |
| 2015 | NS4 (26e, 32e, 23e, NS)  | 15e 500m           |                   | 11e 500m 54e 1000m |
| 2016 | NC29 (15e, 30e, 23e, -)  | 13e 500m           |                   | 14e 500m 0p 1000m  |
| 2017 | 12e (10e, 22e, 6e, 15e)  |                    |                   | 20e 500m 50e 1000m |
| 2018 |                          |                    |                   | 22e 500m 49e 1000m |
| 2019 |                          |                    |                   | 4e 500m 56e 1000m  |